# 2658 Gingerich
2658 Gingerich (1980 CK) là một tiểu hành tinh vành đai chính được phát hiện ngày 13 tháng 2 năm 1980 bởi Harvard College ở trạm Agassiz. It rotates quickly, with a spin period of 2.9415 giờ. Gingerich là mộtlso suspected to be a binary asteroid, due to a decrease in the magnitude of its lightcurve observed ngày Nov. 20, 2005.